# 坎松
坎松（法語：Quinson，法語發音：[kɛ̃sɔ̃]）是法国上普罗旺斯阿尔卑斯省的一个市镇，位于该省南部，属于迪涅莱班区。

## 地理
坎松（43°42'8"N, 6°2'23"E）面积28.11 平方千米，位于法国普罗旺斯-阿尔卑斯-蓝色海岸大区上普罗旺斯阿尔卑斯省，该省份为法国东南部内陆省份，北起上阿尔卑斯省，西接沃克吕兹省，西北接德龙省，南至瓦尔省，东临滨海阿尔卑斯省，东北部与意大利接壤。
与坎松接壤的市镇（或旧市镇、城区）包括：韦尔东河畔埃斯帕龙、韦尔东河畔圣洛朗、蒙梅扬、雷居斯、圣于连、拉韦迪耶尔。

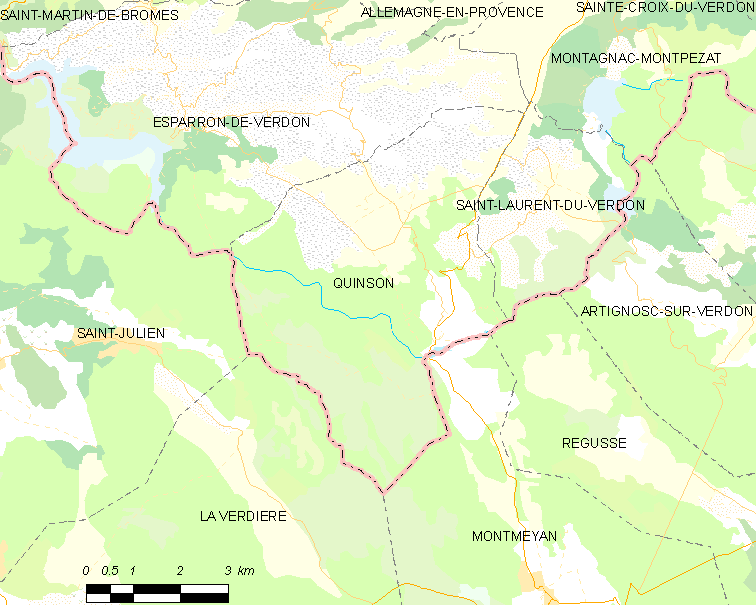
坎松的OSM定位图

坎松的时区为UTC+01:00、UTC+02:00（夏令时）。

## 行政
坎松的邮政编码为04500，INSEE市镇编码为04158。

## 政治
坎松所属的省级选区为瓦朗索勒县。

## 人口

1962-2008年间坎松人口变化图示

坎松于2022年1月1日时的人口数量为388人。